# Зеле, Арон
Арон Зеле (нем. Aron Sele; 2 сентября 1996 года) — лихтенштейнский футболист, полузащитник клуба «Эшен-Маурен» и национальной сборной Лихтенштейна.

## Биография
Воспитанник клуба «Бальцерс». На взрослом уровне начал выступать в 2014 году в клубе «Тризен», игравшем в седьмом дивизионе Швейцарии. В 2015 году вернулся в «Бальцерс» и стал играть за его взрослую команду, выступающую в четвёртом швейцарском дивизионе.
С 2011 года вызывался в сборные Лихтенштейна младших возрастов. В национальной сборной страны дебютировал 6 июня 2016 года в товарищеском матче против Исландии, выйдя на замену на 72-й минуте вместо Фабио Вольфингера.

## Достижения
«Вадуц»

- Кубок Лихтейнштейна (1): 2018/2019[4]